# Дукла (Ліберець)
Дукла (Ліберець) (чеськ. Volejbalový Klub Dukla Liberec) — чеський волейбольний клуб із міста Ліберця. Переможець змагань за Кубок чемпіонів ЄКВ у сезоні 1975—1976.

## Історія
Клуб тісно пов'язаний з історією Чехословацької армії. Заснований 1948 року в Празі, де були зібрані найкращі армійські волейболісти в новоствореному клубі ATK (Armádní tělovýchovný klub). У першому ж чемпіонаті ЧССР, у якому «армійці» брали участь, посіли друге місце.
Протягом наступних років пережив ряд реорганізацій і змін. Назву клубу також кілька разів змінювали — від згаданого ATK до ЦДА (Ústřední dům armády (ÚDA) — Центральний дім армії) до нинішньої.
Кращі армійські волейболісти змінювали місце служби (роботи) кілька разів: 1948—1957 — Прага, 1957—1966 — Колін, у зв'язку з переходом 1-ї волейбольної ліги до зал у 1966—1969 роках — Їглава. 1969 року оселилися в Ліберці. Між окремими локаціями існує прямий зв'язок, оскільки ядро команди завжди переїжджало на нове місце.

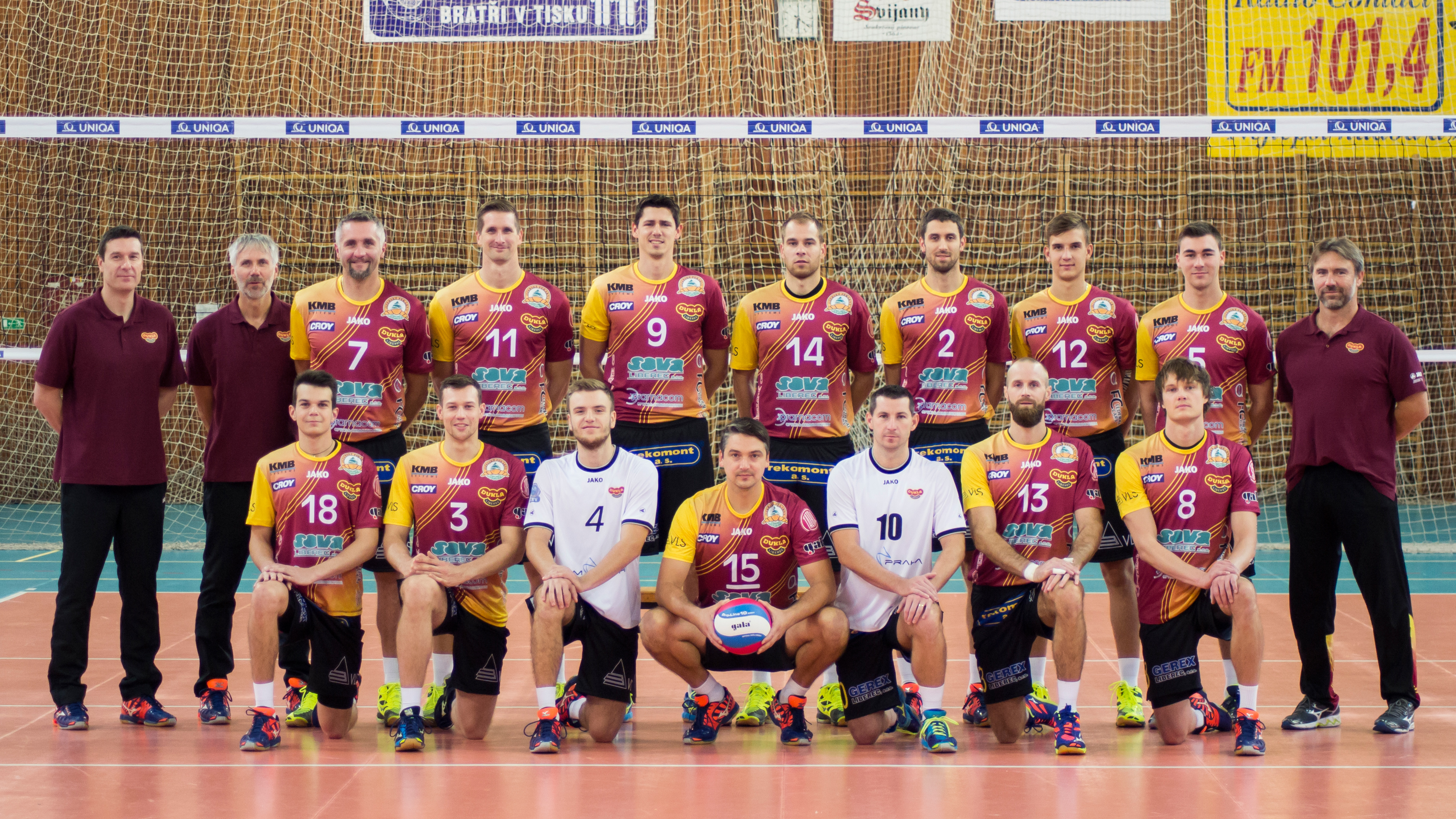
Команда 2017 року

Домашні ігри проводить у спортивній залі «Дукла» в Ліберці, яка вміщує 1 200 глядачів.

## Досягнення
- володар Кубка чемпіонів ЄКВ (1): 1976,
- чемпіон Чехо-Словаччини: 1950, 1951, 1952, 1953, 1954, 1955, 1960, 1961, 1963, 1973, 1975, 1976, 1980, 1983,
- чемпіон Чехії: 2001, 2003, 2015, 2016,
- володар Кубка Чехії 1995, 2001, 2007, 2008, 2009, 2010, 2013, 2014, 2016, 2018, 2021, 2023,

## Колишні гравці
Серед колишніх гравців, зокрема, є українець Володимир Ковальчук. Також:
- Ян Гадрава
- Матеуш Бернат
- Патрік Індра

### Поточний склад
1.  Ян Павлічек. 2.  Павелс Ємельяновс. 4.  Радек Суда. 5.  Лукаш Тихачек. 6.  Люка Демар. 7.  Любомир Станек. 8.  Штепан Свобода. 9.  Томаш Черва. 10.  Сілвер Маар. 11.  Шимон Брикнар. 16.  Ґерман Йогансен. 17.  Нівалдо Діас Ґомес. 19.  Данієль Уруенья